# Prekolumbián óceánközi utazások
A prekolumbián óceánközi kapcsolat (Kolumbusz előtti, óceánokon átívelő kapcsolat) olyan érintkezést jelent Amerika őslakói (akik valamikor i. e. 10. évezred előtt telepedtek le ezen a földrészen) és más kontinensek (Afrika, Ázsia, Európa vagy Óceánia) lakosai között, amely még Kolumbusz Kristófnak a Karib-térségbe érkezése, tehát 1492 előtt történt. Gyakorlati megfontolásból a Bering-szoroson, vagy a korábban ott lévő Bering-földhídon keresztüli átkelést nem számítjuk ide.
Egyetlen Kolumbusz előtti európai kapcsolat ismert, amely kétség nélkül elfogadott: ez a vikingek letelepedése i. sz. 1000 körül Új-Fundlandon, L’Anse aux Meadows-nál, a mai Kanada területén.
Számos további Kolumbusz előtti kapcsolat vetődött fel, melyek történelmi forrásokon, régészeti leleteken és kulturális hasonlóságokon alapultak. A kapcsolatot igazoló legtöbb megállapítás azonban vitatható és kétséges, mivel csak ingatag, közvetett bizonyítékok támasztják őket alá. A Kolumbusz előtti kapcsolatok tudományos értékelésének minősége széles skálán mozog: a komoly megfontolás tárgyát képező, szakértők által elbírált kiadványoktól az áltudományként vagy sarlatánságként megbélyegzetten elutasított állításokig.

## Igazolt viking kapcsolat

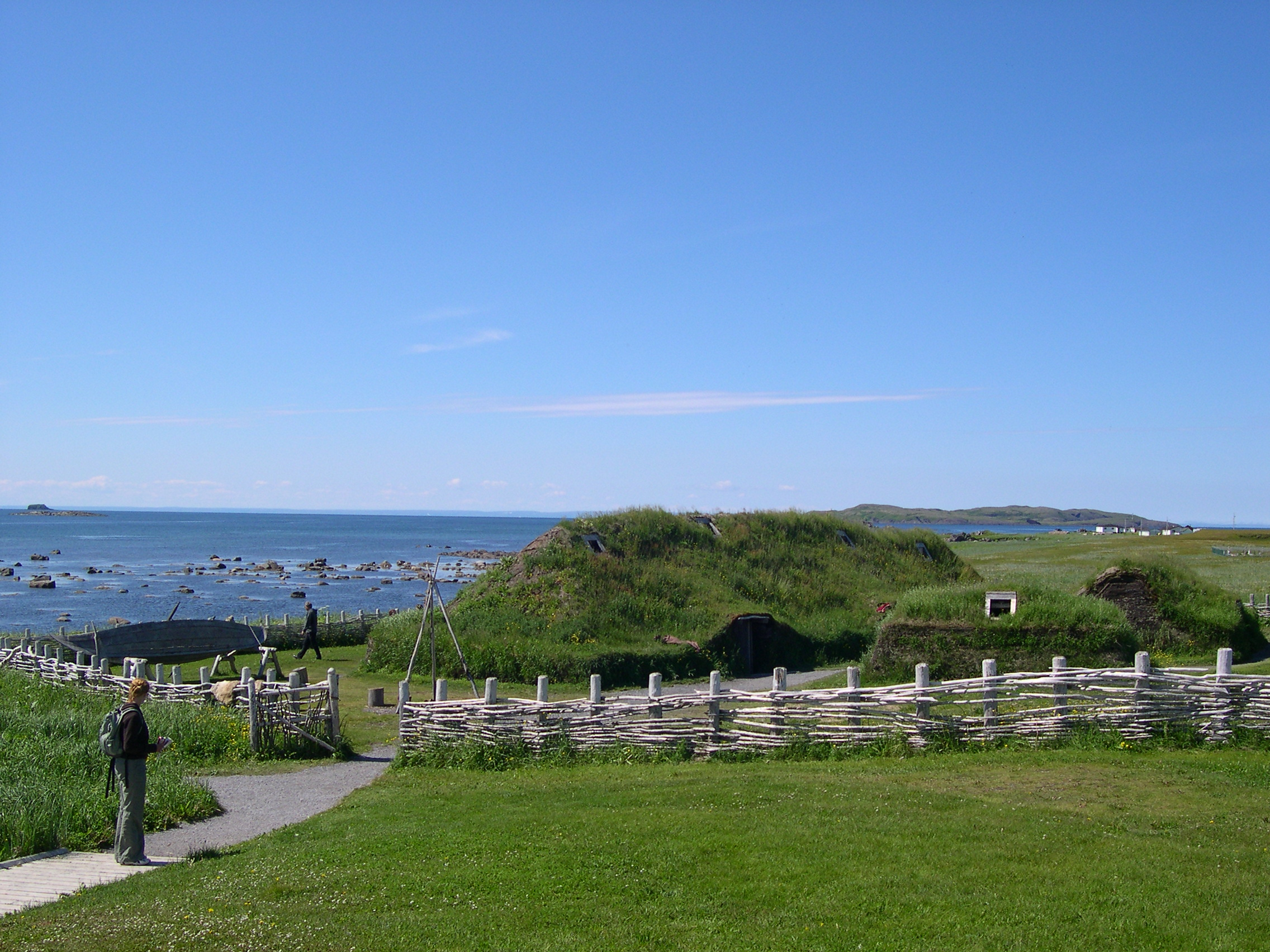
L’Anse aux Meadows

Történelmi és régészeti bizonyítékok is alátámasztják viking utazásokat Észak-Amerikába. A 10. század végén Grönlandon egy viking kolóniát alapítottak, amely a 15. század közepéig fennmaradt. A törvényszék és a népgyűlés (ting) székhelye Brattahlíð, míg a püspökségé Garðar volt. A távolság Grönland és Kanada között a Nares-szoroson keresztül Ellesmere szigetére vezető legkeskenyebb használható átkelőhelynél mindössze 26 kilométer. A Vinland-mondák és egyéb, a Kolumbusz előtti időszakból származó dokumentumok részleteznek néhány múltbeli expedíciót Grönlandból Helluland nyugati részére, Markland és Vinland felé; az utóbbi egy melegebb éghajlatú délebbi helyszín. A mondák szerint a felfedezők között volt Bjarni Herjólfsson, Leif Eriksson, Thorvald Eiriksson, Thorvald Eiriksson, Guðríður Þorbjarnardóttir és Þorfinnr "Karlsefni" Þórðarson, aki telepesek egy nagyobb csoportjával utazott, közöttük Freydis Eriksdóttirrel és Tyrkerrel. Állítólag Snorri Thorfinnsson volt az első „európai”, aki Amerikában született. Írott forrásokban elsőként Brémai Ádám említette Vinlandot 1070-ben, a dániai II. Svenddel folytatott beszélgetésre utalva.
1960-ban Helge és Anne Ingstad régészek a kanadai Új-Fundland legészakibb részén a L’Anse aux Meadows-i ásatás során egy viking település maradványait tárták fel. Gyakran keresnek kapcsolatot L’Anse aux Meadows és a Vinland-mondák között; de nem valószínű, hogy Vinland Új-Fundland lett volna. A Baffin-szigeten talált leletek L’Anse aux Meadows elhagyása utáni viking jelenlétre utalnak, noha úgy is értékelhetőek, hogy azok talán az őshonos Dorset-kultúra tárgyi emlékei.
Kevés forrás létezik, ami amerikai őslakosok és viking letelepülők közötti kapcsolatot ír le. Ismert a kapcsolat a 12–13. századi norvégok és a mai inuitok ősei, a thule nép között. Grönland viking lakói ezeket a bevándorolt telepeseket „skrælingarnak” nevezték. A grönlandiak és a „skrælingsek” közötti konfliktust az Izlandi Évkönyv is rögzíti. Az évszázadokkal később lejegyzett Vinland-mondák tartalmaznak az őslakos népekkel folytatott kereskedelemről és konfliktusokról szóló leírásokat, akiket szintén skræling néven említenek, de teljesen más népek is lehettek. A grönlandi kapcsolat régészeti bizonyítékai korlátozottak, de az látszik, hogy a vikingek nem gyakoroltak lényeges hatást a bennszülöttek életmódjára, technikájukra vagy kultúrájukra.

## Lehetséges polinéz kapcsolat

### Az édesburgonya mint bizonyíték
300 és 1200 között a polinézek kenuikon kirajzottak a polinéz háromszögből, és eljutottak a Húsvét-szigetre, Új-Zélandra, Hawaiira, és talán az amerikai szárazföldre. Az Amerikában őshonos édesburgonya Polinéziában is elterjedt volt, amikor az európaiak először érték el a csendes-óceáni térséget. A Cook-szigeteken talált édesburgonya a szénizotópos kormeghatározás szerint 1000 tájékáról való és jelenleg azt gondolják, hogy 700 körül hozták Közép-Polinéziába, és onnan terjedt el egész Polinéziában. Azt feltételezték, hogy olyan polinézek hozták át, akik oda-vissza megtették az utat Dél-Amerikába, vagy dél-amerikaiak vitték a csendes-óceáni térségbe. Nem valószínű, hogy a növényeket a természetes óceáni áramlatok vitték volna át az óceánon. Fejlődéstörténeti elemzések igazolják az elméletet, hogy legalább két külön módon került át az édesburgonya Dél-Amerikából Polinéziába, először az európai kapcsolat előtt, másodszor azután.

### Nyelvészeti alátámasztás

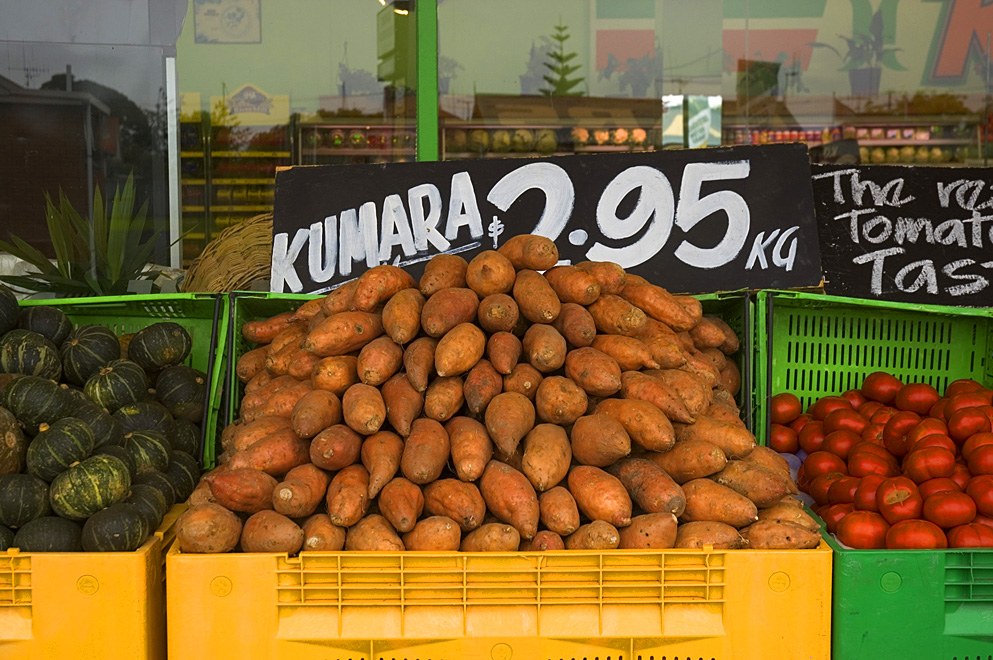
Édesburgonya árusítás az új-zélandi Thamesben. A „kumara” név a maoriból került át az új-zélandi angol nyelvbe és széles körben használatos

Willem Adelaar és Pieter Muysken a dél-amerikai nyelvek holland szakértői azt sugallták, hogy két szótári tétel közös lehet a polinéziai és a dél-amerikai nyelvek között. Az egyik az Újvilágban háziasított édesburgonya neve. A proto-polinéziai nyelv kumala szava (hasonlóan a húsvét-szigeti kumara, a hawaii 'uala, a maori kumara szavakhoz nyilvánvalóan Kelet-Polinézián kívüli rokonszavak és a kelet-polinéziai kérdéses helyzetű és korú proto-polinéz nyelvekből lettek kölcsönözve) kapcsolatban lehet a kecsua és az ajmara nyelvek k'umar és k'umara szavaival. A lehetséges második a kőbalta jelentésű szó, amely a Húsvét-szigeten és mapucse nyelvben toki, a kolumbiai Yurumangui körzetében a totoki szó 'fejsze' jelentése. Adelaar és Muysken szerint az édesburgonyát jelentő szavak hasonlósága „szoros bizonyítékot jelent az Andok térségében és Csendes-óceán déli területein élők közötti kapcsolatra” noha a fejsze szó hasonlósága szerintük sem annyira meggyőző. A szerzők úgy érvelnek, hogy az édesburgonyát jelentő szó jelenléte szórványos kapcsolatra utal, de nem jelent bevándorlást. A polinéziai nyelvekkel foglalkozó új-zélandi POLLEX-Online szerint a proto-polinéziai fejsze, bárd jelentésű 'toki' szónak van elfogadott proto-ausztronéz etimológiája, ami arra utal, hogy a hasonlóság vagy véletlen, vagy legfeljebb egyedi események során került a szó Polinéziából dél-amerikai nyelvekbe.

### Genetikai alátámasztás
Erik Thorsby genetikus és munkatársai két tanulmányt jelentettek meg a Tissue Antigens szakfolyóiratban, amelyek igazolják az amerikai indiánok és a húsvét-szigeti lakosság genetikai kapcsolatát, amely vélhetően azelőtt kezdődött, hogy az európaiak felfedezték a szigetet.

### A kapcsolatok feltételezett helyszínei és ezek bizonyítékai

#### Araukánia

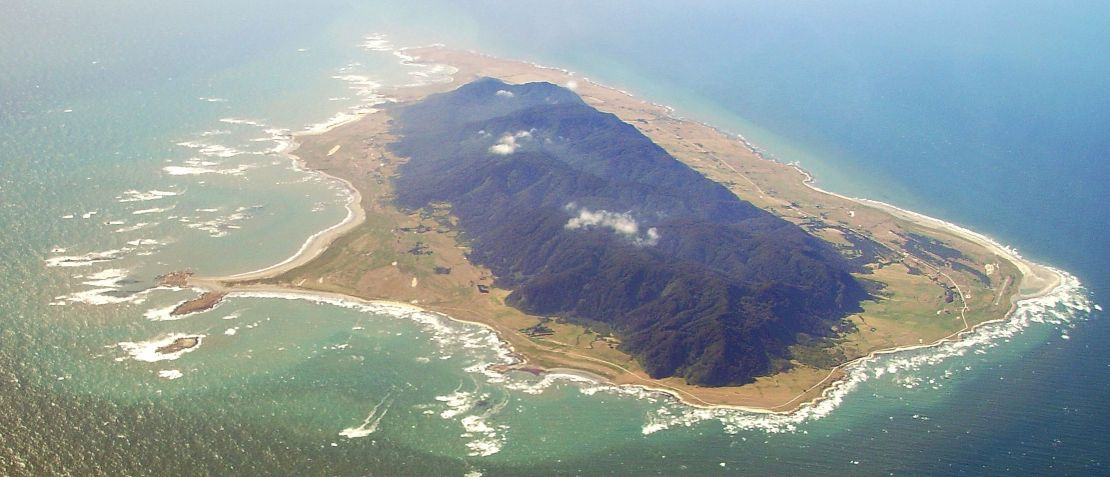
Mocha-sziget Chilében az Arauco-félsziget partja mellett

Az elmúlt években bizonyíték bukkant fel a dél- és közép-chilei mapucse nép (araukániaiak) és polinéziaiak kapcsolatára. Csirkecsontokat találtak az Arauco-félszigeti El Arenal mapucsék által lakott helyszínén igazolván azt, hogy Dél-Amerikában Kolumbusz előtt is ismerték a csirkét. A Chilében talált csontok szénizotópos kormeghatározása 1304–1424 közé datálta ezeket, a spanyolok érkezése előttre. A DNS-vizsgálatok szerint a amerikai szamoai és tongai csirkékkel mutattak egyezést, és eltérőek az európai csirkékétől. Ugyanebben a folyóiratban azonban később megjelent egy közlemény az azonos mitokondriális DNS-szakaszok vizsgálatáról, amely azt mutatta ki, hogy a chilei csirkék mintája azonos az európai, indiai, délkelet-ázsiai mintákkal, és nem támasztja alá a dél-amerikai csirkelelet polinéz eredetét.
2007 decemberében a concepcióni múzeum raktárának egyik polcán több olyan koponyát találtak, amelyeken polinéziai jellegzetességek, mint a hátulról nézve ötszögletű forma voltak láthatóak. Ezek a koponyák Mocha-szigeten kerültek elő. Ez a sziget a Csendes-óceánban, közvetlenül a chilei part mentén található, és jelenleg mapucse indiánok lakják. Lisa Matisoo-Smith, az Otago Egyetem, és José Miguel Ramirez Aliaga, a Valparaisoi Egyetem professzorai azt remélik, hogy gyorsan megállapodhatnak a Mocha-sziget hatóságaival, és ásatást kezdhetnek a sziget polinéziai emlékeinek felkutatására.

## Más elméletek

### Ecuador és Kelet-Ázsia kapcsolata
Egy 2013-as genetikai tanulmány szerint kapcsolat volt Ecuador és Kelet-Ázsia között. A tanulmány szerint a kapcsolat alapja vagy óceánon átkelő, vagy kései partvonal menti bevándorlás lehetett, amely azonban Észak-Amerikában nem hagyott genetikai nyomot. Ez az érintkezés magyarázhatja az állítólagos hasonlóságot az ecuadori Valvidia-kultúra és az északkelet-ázsiai Dzsómon-kor kultúrája kerámiái között.

### Perui múmiák
A Yorki Egyetem múmiakutatói és biorégészei vezetésével egy akadémikus csoport a Bolton Múzeumban egy perui múmia vizsgálata során megállapította, hogy a múmiát egy fa gyantájának felhasználásával balzsamozták. Ezelőtt azt gondolták, hogy a perui múmiák természetes úton konzerválódtak. Úgy találták, hogy a gyanta, amely egy araukária fenyőről származik, kapcsolatban van a chilei araukáriával, amelynek egy változata csak Óceániában, és talán Új-Guineában lelhető fel. A gyanta és a múmia korának az Oxfordi Egyetem szénizotópos laboratóriumában elvégzett kormeghatározása megerősítette, hogy ezek azonos időből származnak, i. e. 1200 környékéről.

### Egyiptomi koka és dohány

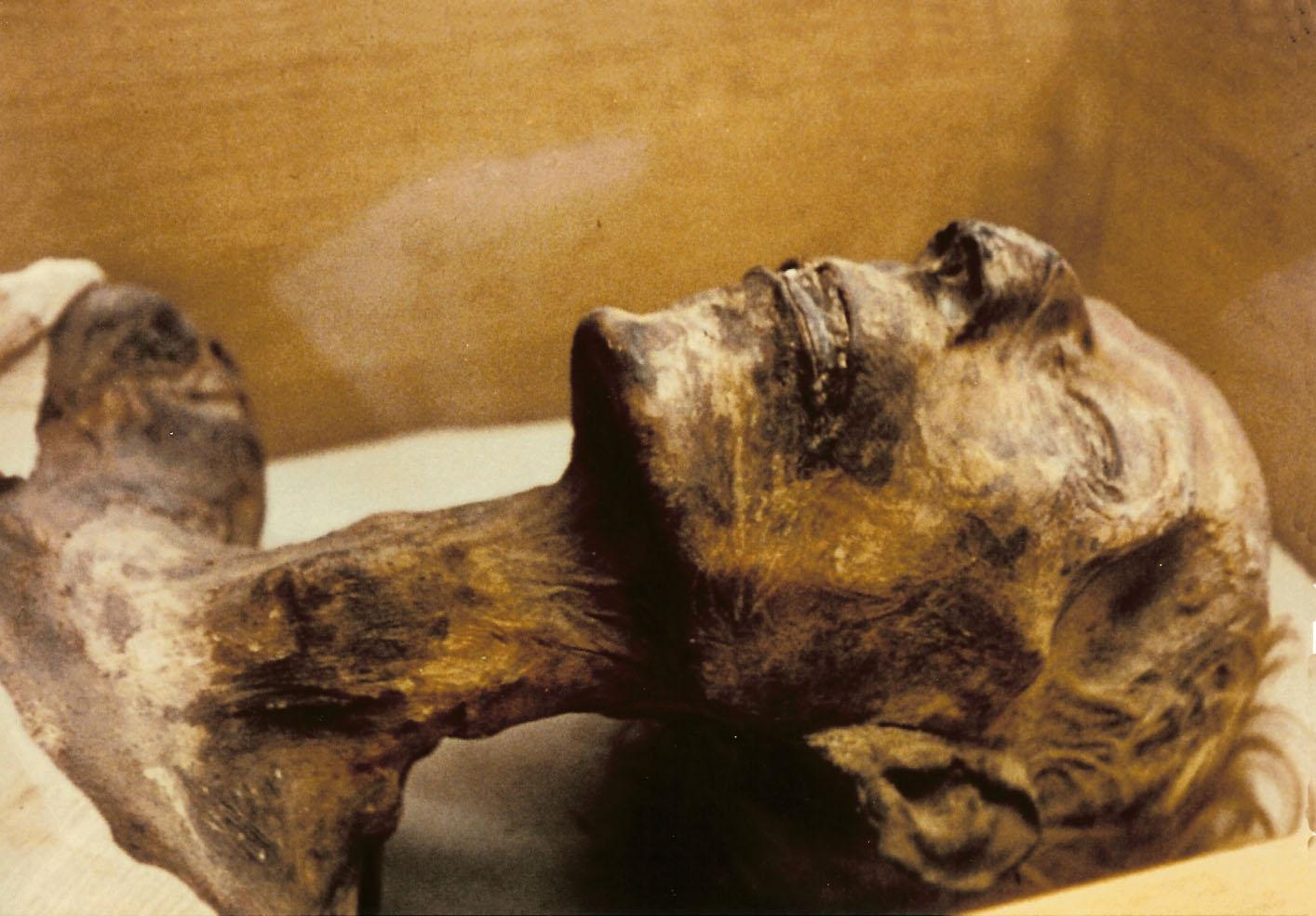
II. Ramszesz múmiája

Néhány egyiptomi múmiában talált koka és nikotin maradványok egyeseket olyan spekulációkhoz vezettek, hogy az ókori egyiptomiak eljuthattak az Újvilágba. Az eredeti felfedezést egy német toxikológus, Svetlana Balabanova tette, miután megvizsgálta egy Henut Taui nevű papnő múmiáját. Egy hajszál további vizsgálata, melyet azért végeztek, hogy kizárják a szennyeződés lehetőségét, ugyanezt az eredményt adta. Ezeknek a fölfedezéseknek a jelentősége abban a tényben rejlik, hogy mind a koka-, mind a dohánynövények Amerikában őshonosak, és eddig úgy hitték, hogy Afrikában csak valamikor Kolumbusz utazásai után jelentek meg. Balabanova további vizsgálatokat végzett számos szudáni múmián, és az eredményei megegyeztek azzal, amit Henut Taui múmiájában talált. Balabanova azt állította, hogy a dohány megmagyarázható, hiszen ismerhették Kínában és Európában is, ahogy az illető régiókból származó emberi maradványokon végzett elemzések mutatják. Balabanova felvetette, hogy ilyen általánosan elterjedt növények önállóan is kifejlődhettek, de azóta kipusztultak. További magyarázat lehet a csalás is, habár Alfred Grimm, a Müncheni Egyiptomi Múzeum kurátora vitatja ezt. Rosalie David, a Manchesteri Múzeum egyiptológiai részlegének vezetője, aki szkeptikus Balabanova felfedezéseivel szemben, hasonló vizsgálatokat végzett a manchesteri múmiagyűjteményből vett mintákon, és bejelentette, hogy két szövetminta és egy hajminta tesztje pozitív lett nikotinra. Duncan Edlin brit biológus a dohányon kívül más nikotinforrásokat és óvilági kokainforrásokat is tárgyal.
A fővonalba tartozó tudósok továbbra is kételkedők, és nem látják ezt az Afrika és a két Amerika közötti ősi kapcsolat bizonyítékának, mivel lehetnek más források is az Óvilágból. Két kísérlet, hogy Balabanova méréseit megismételve kokaint találjanak, kudarcot vallott. Ez azt sugallta, hogy "Balabanova és társai félreértelmezik az eredményeiket, vagy az általuk vizsgált múmiamintákba rejtélyes módon kokain került."
Az 1970-es években II. Ramszesz múmiájának újabb vizsgálata dohánylevél-darabok jelenlétét mutatta ki a hasban. Ez népszerű téma lett a rejtélyekkel foglalkozó irodalomban és médiában, az ókori Egyiptom és az Újvilág közötti kapcsolat bizonyítékaként tekintettek rá. Maurice Bucaille vizsgálatvezető megjegyezte, hogy 1886-ban, amikor a múmiát kicsomagolták, a hasi terület nyitva volt, és már nem lehet jelentőséget tulajdonítani a hasüreg tartalmának, bármilyen anyagot is találjanak ott, mivel az származhatott a környezetből is. Balabanova kutatása, és Rosalie David 2000-es erről szóló publikációja nyomán felújultak a dohány körüli viták. Az Antiquity folyóiratban megjelent egyik tanulmány szerint a múmiákban talált dohányról és kokainról szóló jelentések nem vették figyelembe a múmiák kiásás utáni történetét, valamint rámutatott, hogy II. Ramszesz múmiáját 1883 és 1975 között ötször helyezték át

### Középkor

#### A 14. és 15. századi Európa

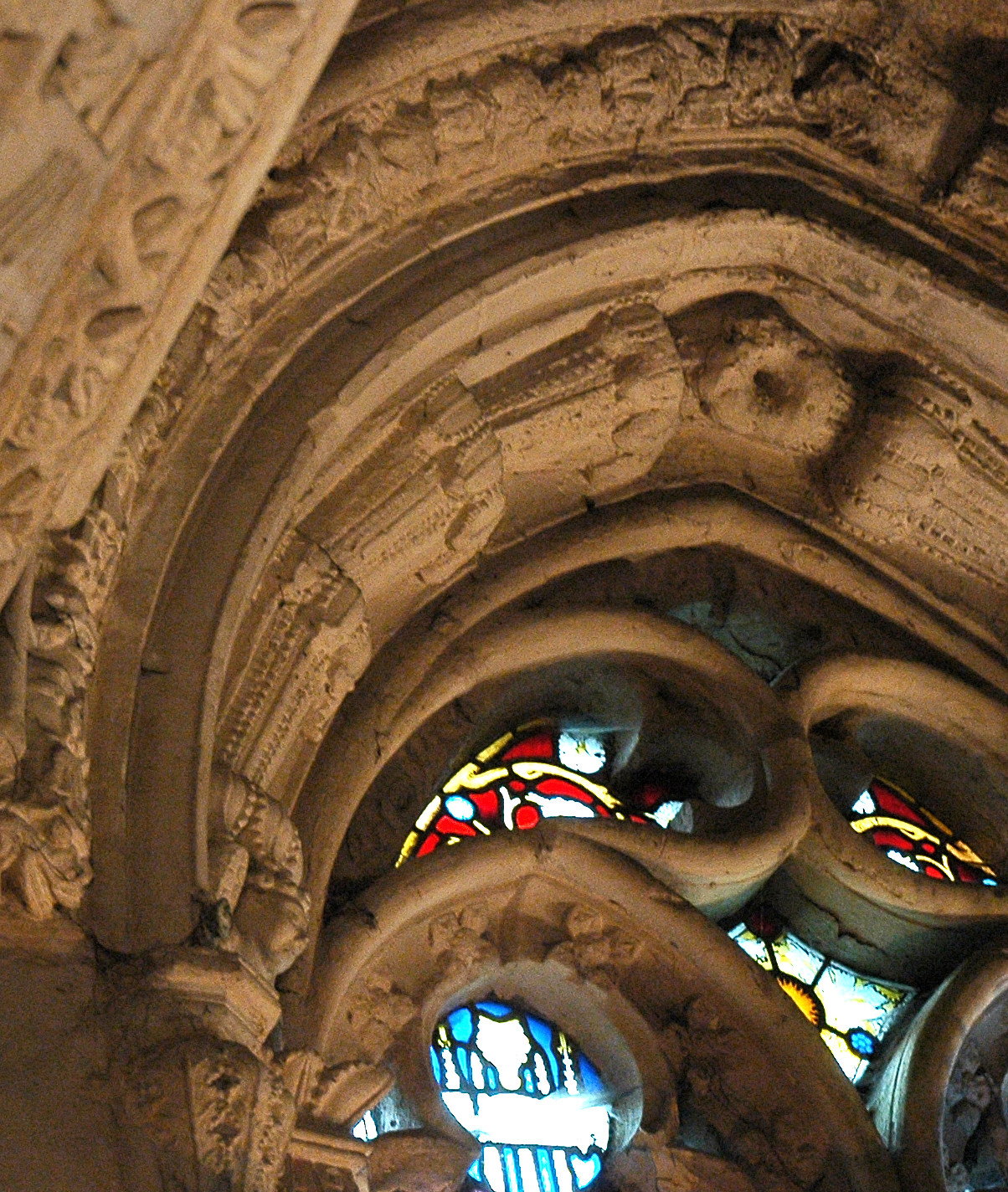
Robert Lomas és Christopher Knight írók úgy vélik, hogy ezek a faragványok a skóciai Rosslyn kápolnában kukoricát ábrázolnak

I. Henry Sinclair, Orkney grófja és Roslin földesura (1345 k.– 1400 k.) skót nemes volt. Napjainkban egy modern legendából ismert, amely szerint Kolumbusz Kristófot csaknem 100 esztendővel megelőzve fedezte fel Grönlandot és Észak-Amerikát. Henry volt a nagyapja William Sinclairnak, Caithness első grófjának, a Rosslyn-kápolna építtetőjének (amely Skóciában, Edinburgh közelében található). Robert Lomas és Christopher Knight írók úgy vélik, hogy a kápolnában található faragványok némelyike újvilági kukoricacsöveket ábrázol. Ez a gabona ismeretlen volt a kápolna építése idején Európában, csak évszázadokkal később kezdték termeszteni. Knight és Lomas ezekben a faragványokban annak a bizonyítékát látják, hogy Henry Sinclair jóval Kolumbusz előtt járt Amerikában. A középkori építészet szakértői ezeket a faragványokat gabona, eper vagy liliom stilizált ábrázolásaként értelmezik.
Néhányan feltételezik, hogy Kolumbusz csak azért volt képes meggyőzni Kasztília és Aragónia katolikus uralkodóit, mert azok már tudtak a közelmúltban megtett néhány Atlanti-óceánt átszelő utazásról. Egyesek szerint Kolumbusz 1492 előtt már járt Kanadában vagy Grönlandon, mivel Bartolómé de las Casas szerint írt arról, hogy 1477-ben egy 100 mérföld távolságban lévő szigetre hajózott, amelyet Thulenak nevezett. Hogy valójában megtette-e ezt, és melyik szigeten járt, ha egyáltalán, az bizonytalan. Kolumbuszról azt gondolják, hogy 1476-ban Bristolba látogatott. Bristol volt az a kikötő is, ahonnan 1497-ben John Cabot kihajózott, leginkább bristoli tengerészekből álló legénységgel. Egy 1497 végén vagy 1498 elején keletkezett levélben John Day kereskedő írt Kolumbusznak Cabot felfedezéseiről, említve, hogy a Cabot által talált földet „felfedezték a múltban azok a bristoli emberek, akik »Brazíliát« megtalálták, ahogy lordságod is tudja.” Lehetnek feljegyzések 1480-ban és 1481-ben Bristolból indult expedíciókról, amelyek „Brazília szigetét” akarták megtalálni. A 15. századtól részletesen dokumentálták a Bristol és Izland közötti kereskedelmet.
Gonzalo Fernández de Oviedo y Valdés feljegyzett néhány ilyen legendát 1526-os General y natural historia de las Indias című művében, amely életrajzi információkat tartalmaz Kolumbuszról. Leír egy akkoriban megesett történetet egy spanyol vitorlásról, amely letért Anglia felé tartó útvonaláról, és egy idegen földön kötött ki, melyet meztelen törzsek laktak. A legénység készleteket gyűjtött, és visszaindult Európába, de az út több hónapig tartott, a kapitány és legtöbb embere pedig meghalt mielőtt elérték volna a szárazföldet. A hajó kormányosa, egy Alonso Sánchez nevű ember, és még néhányan végül elérték Portugáliát, de valamennyien nagyon betegek voltak. Kolumbusz a kormányos jó barátja volt, a saját házában ápoltatta, ő pedig halála előtt leírta és megjelölte a térképen a földet, amit láttak. Oviedo idejében az emberek többféle változatban ismerték ezt a történetet, de Oviedo mítoszként tekintett rá.
Soren Larsen 1925-ben írt könyvében azt állította, hogy közös dán–portugál expedíció szállt partra Új-Fundlandban vagy Labradorban 1473-ban, majd 1476-ban is. Larsen azt állította, hogy Didrik Pining és Hans Pothorst voltak a kapitányok, Joao Vaz Corte-Real és esetleg a mítikus John Scolvius a navigátorok Alvaro Martins kíséretében. Larsen állításaira nem találtak közvetlen bizonyítékot.

#### Arabok
Muzulmán expedíciókról szóló korai kínai beszámolók azt állítják, hogy a muzulmán tengerészek elérték azt a régiót, amelyet Mulan Pi-nek (irodalmi szavakkal: magnólia bőre) neveztek. (Kínaiul: 木蘭皮; pinyin: Mulan Pi; Wade-Giles: Mu-Lan_P'i). Mulan Pi általános értelmezés szerint Spanyolország, de néhány szélsőséges elmélet ehelyett Amerika bizonyos részének tartja. Ezt alátámasztó források: Csou Csü-fej (pinjin: Zhou Qufei): Lingvaj Tajta (Lingwai Daida) (1178) és Csao Csü-kua (Chao Jukua): Csufan Cse (Zhufan Zhi) (1225), ezeket együtt "Énekelt dokumentumok" néven említik.
Huj-lin Li (pinjin: Hui-Lin Li) kínai történész 1961-ben támogatója volt annak az állításnak, hogy Mulan Pi Amerika egyik része. Joseph Needham, miközben nyitott erre a lehetőségre, kételkedett benne, hogy abban az időben arab hajók képesek lettek volna oda-vissza megtenni azt a hosszú utat az Atlanti-óceánon át és kiemeli, hogy az oda-vissza út lehetetlen lett volna az uralkodó szelek és tengeri áramlások ismerete nélkül.

### Sémi népek

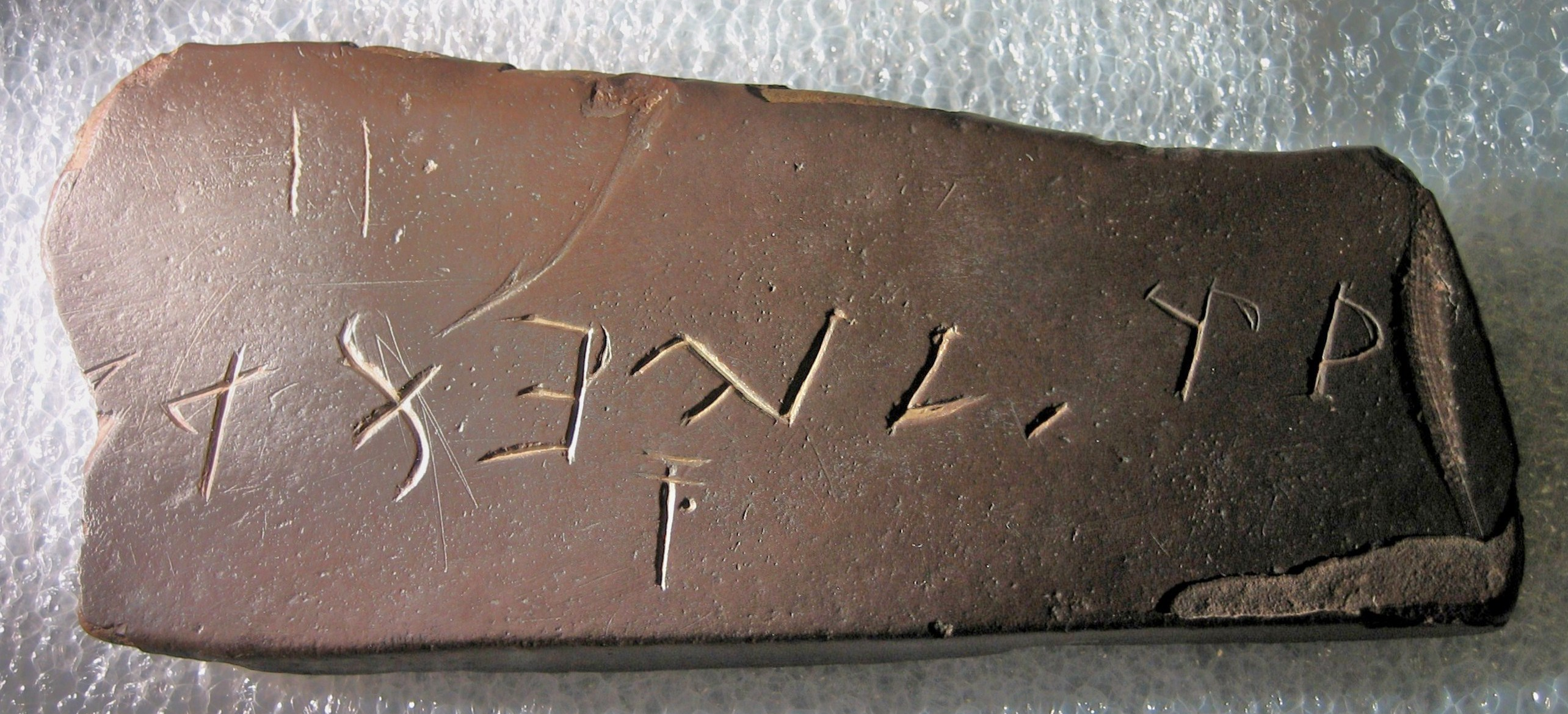
A Bat Creek-i felirat

Cyrus H. Gordon tudós hitt abban, hogy a föníciaiak és más sémi csoportok átkeltek az Atlanti-óceánon az ókorban, és végül elérkeztek Észak- és Dél-Amerikába is. Ez a vélemény a Bat Creek-i felirattal foglalkozó saját munkáján alapul. Hasonló nézeteket vallott John Philip Cohane is, aki még azt is állította, hogy Amerikában sok földrajzi név sémi eredetű.
Az arany használata elterjedt az afrikai part menti kereskedelemben a nyugat-afrikai-partokon. A föníciai Karthágóban i. e. 350-ben vert aranystatér hátlapi motívuma egy olyan térképként értelmezhető, amely a Földközi-tenger térségéből Amerikába vezető atlanti-óceáni utat mutatja. Azok a jelentések, amelyek ezen karthágói érmék észak-amerikai megtalálásáról szóltak modern másolatokon alapulnak, ezeket Massachusettstől Nebraskáig azért rejthették a földbe, hogy megzavarják és félrevezessék a régészeti kutatásokat.

### Ír és walesi legendák
Szent Brandanus, a 6. században élt ír szerzetes legendája mesél egy fantasztikus utazásról, amelynek során az Atlanti-óceánon kereste a Paradicsomot. Az Újvilág felfedezése óta különböző szerzők megpróbálták összekapcsolni Brendan mítoszát és Amerika korai felfedezését. Az utazást napjainkban Tim Severin megismételte.
Egy brit legenda szerint Madoc walesi herceg már 1170-ben felfedezte Amerikát. Bár a legtöbb tudós hamisnak tartja ezt a legendát, mégis igazolásként használták fel az Amerikára vonatkozó brit igényekhez, mondván, egy brit minden más európai nemzet tagjai előtt érkezett oda. Létezik egy helyi legenda, miszerint az Ördög Gerincét, a Kentuckyban lévő Louisville melletti sziklaalakzatot Madoc és társai fellegvárnak használták. A törzs, amelyet walesi nyelvűnek mondtak, a mandan volt.
Barry Fell, biológus és vitatott amatőr epigráfus azt állítja, hogy az ír ogam írást megtalálták Virginiában, kövekbe vésve. David H. Kelley nyelvész kritizálta Fell munkáit, mégis amellett érvelt, hogy valóban találtak eredeti kelta ogam feliratokat Amerikában. Mások azonban komolyan kételkednek ezekben az állításokban.

### Rómaiak
A klasszikus ókori civilizációkkal – elsősorban a Római Birodalommal, de néha akár a kor más kultúráival – való kapcsolatra vonatkozó bizonyítékok amerikai helyszíneken talált elszigetelt régészeti leleteken alapulnak, melyek állítólag az Óvilágból származnak.
A brazil Korsók Öblében olyan agyagedények kerültek elő, amelyek hasonlóak a több mint 150 éven át használt római amforákhoz. Feltételezték, hogy ezek egy római hajóroncsból erednek, habár azt is felvetették, hogy ezek 14–15. századi spanyol olívaolaj-tároló edények.

#### A Tecaxic-Calixtlahuaca fej
Mexikóvárostól 72 kilométerre délnyugatra a Toluca-völgyben 1933-ban egy szakállas, európai-szerű vonásokkal rendelkező férfit ábrázoló kicsi terrakotta fejszobrot találtak egy temetkezési helyszín fölé a gyarmatosítás előtt épített ház három érintetlen szintje alatt. Az építés idejét 1476 és 1510 közöttre határozták meg. A leletet Bernard Andreae, a római kori művészet szaktekintélye, a Német Régészeti Intézet Római kor Osztályának nyugalmazott igazgatója, valamint Robert von Heine-Geldern osztrák antropológus vizsgálta meg, és mindketten azt állapították meg, hogy a lelet stílusa azonos a második századi római szobrocskákéval. Ha eredeti és nem 1492 után tették oda (a kerámiák amelyeket vele együtt találtak, 1476 és 1510 közöttiek), a lelet bizonyítja legalábbis egyszeri kapcsolat létrejöttét az Ó- és az Újvilág között.
Az Arizonai Állami Egyetemről Michael E. Smith azt idézi fel, hogy John Paddock vezető Közép-Amerika-kutató a halála előtti évben azt mesélte tanítványainak, hogy a tárgyat Hugo Moedano, egy helyszínen dolgozó diák tréfából rejtette oda. Annak ellenére, hogy beszélt olyanokkal, akik ismerték az eredeti felfedezőt (Garcia Payón) és Moedanot, Smith elmondta, hogy képtelen igazolni vagy cáfolni ezt az állítást. Noha kételkedő maradt, Smith elismeri, nem tudja kizárni azt a lehetőséget, hogy a fej valóban eltemetett poszt-klasszikus áldozati tárgy Calixtlahuacából.

### Egyebek
A kapcsolatra vonatkozó állítások gyakran hivatkoznak hasonló művészeti és díszítő motívumok előfordulására, vagy az egyik földrészre jellemző fajok vagy tárgyak ábrázolásainak megjelenésére a másik kontinensen. Híres példa erre az a maja szobor, amelyről úgy vélik, hogy egy szakállas ember evez rajta, valamint a palenquei Kereszt Templomán található, keresztet ábrázoló dombormű. A legtöbb ilyen lelet azonban egyszerűen félreértelmezéssel magyarázható. A palenquei kereszt például majdnem biztosan stilizált kukoricanövény.
1950-ben egy olasz professzor azt állította, hogy Pompeii mediterrán gyümölcsöket ábrázoló falfestményein ananász is látható. Wilhelmina Feemster Jashemski szerint ezt az értelmezést más botanikusok megkérdőjelezték, akik a mandulafenyő tobozaként határozták meg ezeket, amelyek őshonosak a mediterrán térségben
A Bat Creek-i felirat és a Los Lunas-i tízparancsolat-kő egyeseket elvezetett annak a lehetőségnek a vizsgálatához, hogy zsidó tengerészek Amerikába menekülhettek a rómaiak elől a zsidó háború idején.

### Afrikaiak

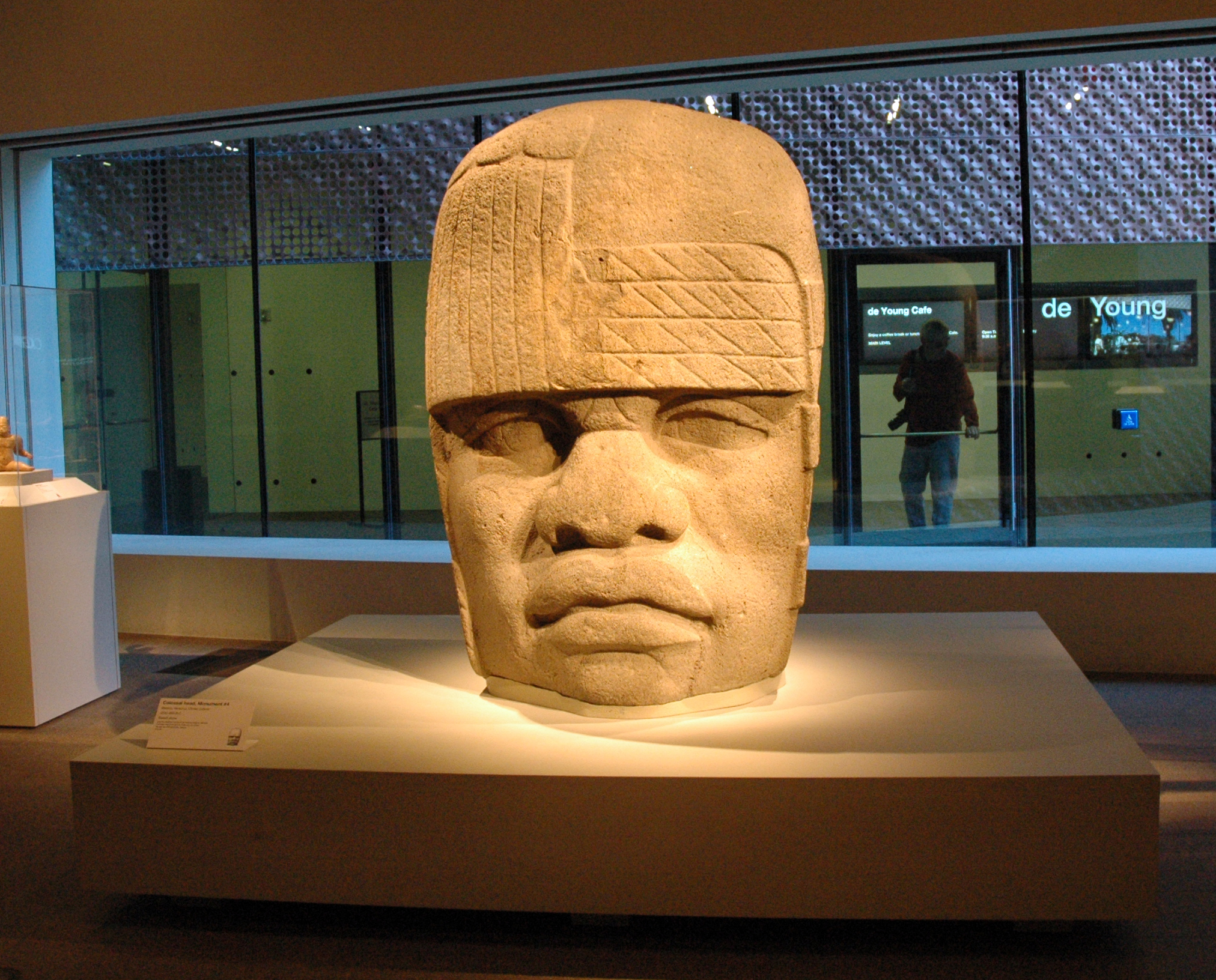
Számos olmék óriásfejnek olyan jellegzetességei vannak, amelyek alapján néhányan afrikai kapcsolatot feltételeznek

Az afrikaiak közép-amerikai jelenlétére vonatkozó feltételezések az olmék kultúra jellegzetességeire, egy afrikai növényfaj amerikai megjelenésére, valamint egyes európai és arab történeti beszámolók értelmezésére támaszkodnak.
Az olmék kultúra nagyjából i. e. 1200 és i. e. 400 között létezett. Azt az elképzelést, hogy az olmékok kapcsolatban voltak afrikaiakkal, Jose Melgar vetette fel, aki az első hatalmas fejet felfedezte Hueyapanban (mai nevén Tres Zapotesben) 1862-ben. Újabban Ivan van Sertima érvelt amellett, hogy ezek a szobrok afrikai bevándorlókat vagy felfedezőket ábrázolnak, de ezek a nézetek kemény tudományos kritika tárgyai lettek.
Észak-afrikai források írtak valamiről, amit néhányan úgy értelmeznek, hogy egy mali flotta 1311-ben Amerikába látogatott. Ezen források szerint a Mali Birodalom 400 hajója felfedezett egy földet nyugaton, az óceán túlpartján, miután áramlatok sodorták őket el. Csak egyetlen hajó tért vissza, a kapitánya jelentette a nyugati áramlás felfedezését II. Abubakari hercegnek. Az elsodort mali flotta 400 hajójáról azt mondták, hogy azok irányították a nyugati népekkel folytatott kereskedelmet és a hadviselést Azt mesélték, hogy II. Abukari lemondott trónjáról és elindult felkutatni ezeket a nyugati földeket. Úgy mondják, hogy Mansa Musa mali király 1324-ben elmesélte Al-Umari arab történésznek: „elődei két expedíciót indítottak Nyugat-Afrikából, hogy felfedezzék az Atlanti-óceán határait”.
Kolumbusz hajónaplójának Bartolomé de las Casas által készített kivonata szerint Kolumbusz harmadik utazásának célja az volt, hogy megvizsgálja II. János portugál király állítását, miszerint olyan kenukat találtak, amelyek Guinea (Nyugat-Afrika) partjairól indultak nyugat felé kereskedelmi célból, valamint Hispaniola bennszülött lakóinak történetét: Fekete emberek jöttek keletről és délkeletről guaninnak nevezett fémhegyű lándzsákkal … ezekből 32 darabot találtak: 18 aranyból, 6 ezüstből és 8 rézből készült.
A 21. századi DNS és antropológiai vizsgálatok az olmék emberi maradványok tanulmányozása során azonban nem találták semmi nyomát annak, hogy az olmékok ázsiai vagy pedig afrikai származásúak lennének, ellentétben közvetlen a genetikai rokonság köztük és a többi őslakos közép-amerikai népcsoport között.

### Kínaiak

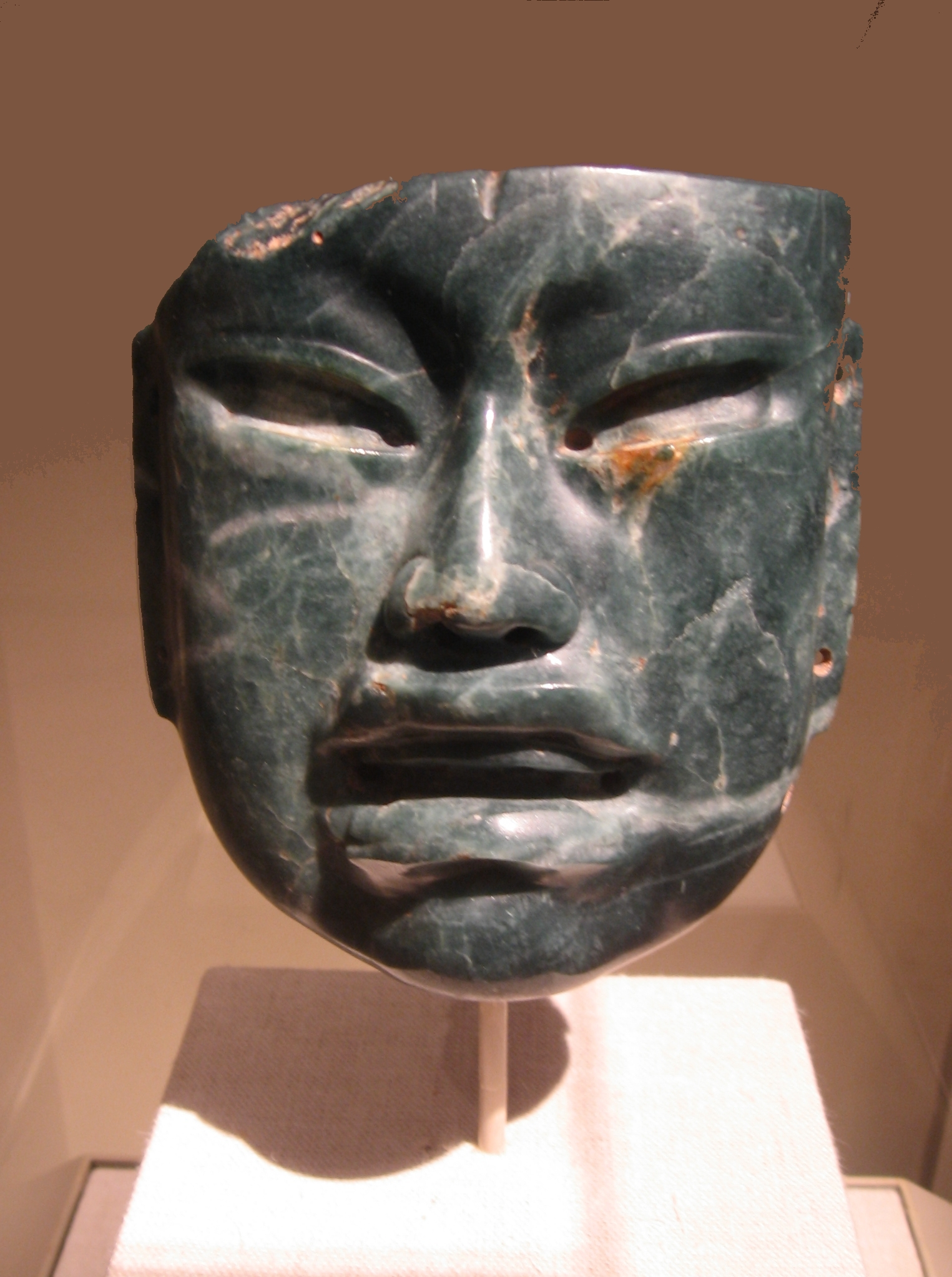
Olmék jádemaszk. Gordon Ekholm, neves régész és az Amerikai Természettudományi és Történeti Múzeum kurátora úgy vélte, hogy az olmék művészeti stílus a bronzkori Kínából eredhetett

Más kutatók amellett érveltek, hogy az olmék kultúra kínai menekültek segítségével jött létre, különösen a Sang-dinasztia utolsó időszakában. Betty Meggers, a Smithsonian Intézet kutatója 1975-ben úgy érvelt, hogy az olmék kultúra Sang- (pinjin: Shang-) kori kínai hatások eredményeként jött létre 1200 körül. 1996-ban megjelent könyvében Mike Xu és munkatársa, Chen Hanping úgy véli, a La Venta környékén talált kőeszközök kínai jellemzőket mutatnak. Fővonalhoz tartozó Közép-Amerika-kutatók nem támogatják ezeket a nézeteket. hivatkozás szükséges
Más állításokat is tettek a korai kínaiak amerikai kapcsolatáról.
1882-ben Brit Columbiában olyan leletet találtak, amelyeket abban az időben kínai érmeként azonosítottak. Egy korabeli beszámoló azt állítja: „1882 nyarán egy bányász Brit Columbia Cassiar kerületében a De Foe (Deorse?) patakvölgyben harminc kínai érmét talált a felszín alatt 7,6 méter (25 láb) mélyen lévő aranytartamú fövenyben. Úgy tűnt, hogy össze vannak fűzve, de amikor a bányász felvette őket, hagyta, hogy szétessenek. A föld fölöttük és körülöttük ugyanolyan tömör volt, mint bárhol a környéken. Az egyik ilyen érmét megvizsgáltam Csu Csung (Chu Chong) victoriai üzletében. Sem a fém, sem a jelzések nem hasonlítottak modern érmékre, de a rajta lévő figurák inkább úgy néztek ki, mint egy azték naptár. Amennyire ki tudtam venni a jelöléseket, ez egy hatvanéves ciklust átölelő kínai naptár, amelyet i. e. 2637-ben Huang-ti (pinjin: Huungti) császár talált ki és terjesztett, hogy a népe emlékezzen rá”.
1885-ben is találtak egy hasonló korongokat tartalmazó vázát, amelyet egy 300 év körüli fa gyökerei borítottak be. Grant Keddie, a Brit Columbiai Múzeum régészeti kurátora megvizsgált egy fényképet, amely a cassiari érméről az 1940-es években készült (holléte jelenleg ismeretlen), és úgy vélte, a stílusjegyek és a felület gépi megmunkálása azt mutatják, hogy ez egy Ming-kori templomi emlékérme másolata.
Kínai buddhisták egy csoportja, Huj Sen (Hui Shen) vezetésével i. sz. 500-ban állítólag meglátogatott egy Fusang nevű helyet. Habár a kínai térképészek ezt a területet az ázsiai partokon helyezték el, mások már az 1800-as években felvetették, hogy Fusang Észak-Amerikában lehet, mivel hasonlóságot érzékeltek a kaliforniai partvonal egyes részei és Fusang ázsiai forrásokban történt ábrázolása között.
Gavin Menzies brit szerző 1421 – Az év, amikor Kína felfedezte a világot című könyvében azt a vitatható állítást tette, hogy Cseng Ho (Zheng He) flottája 1421-ben Amerikába érkezett. Menzies kontaktus-elméletét hivatásos történészek bizonyíték nélküli kitalálásnak tekintik.
1973-ban és 1975-ben olyan, fánk alakú köveket találtak a kaliforniai tengerparton, amelyek a kínai halászok által használt kőhorgonyokra hasonlítottak. Ezekről a Palos Verdes-i kövek néven is ismert tárgyakról kezdetben azt gondolták, hogy akár 1500 évesek, és bizonyítják a kínai hajósok Kolumbusz előtti érkezését. Későbbi geológiai vizsgálatok azonban azt mutatták, hogy egy helyi kőzetről van szó, ami Monterey-pala néven ismert, és úgy vélik, kínai bevándorlók a 19. században használták ezeket a part menti halászatnál.

### Japánok
Betty Meggers, a Smithsonian régésze felfigyelt rá, hogy az Ecuador partvidékén i. e. 3000 és 1500 között fennállt Valdivia-kultúra kerámiái nagyfokú hasonlóságot mutatnak a Dzsómon-kori Japán fazekasalkotásaival. Amellett érvelt, hogy a két kultúra közötti kapcsolat magyarázhatja a hasonlóságokat. A legtöbb régész azonban kronológiai és más problémák miatt valószínűtlennek tartja, és elutasítja ezt a gondolatot. Úgy vélik, hogy a hasonlóságokat (amelyek nem teljesek) egyszerűen az agyagba véshető lehetséges minták véges száma magyarázza.
Nancy Yaw Davis, alaszkai antropológus azt állítja, az Új-Mexikóban élő zuni nép nyelvi és kulturális hasonlóságokat mutat a japánnal. A zuni nyelv nyelvészeti értelemben izolált (szigetnyelv), és Davis szerint úgy tűnik, ez a társadalom vércsoport, endémiás betegségek és vallás tekintetében is különbözik a szomszédos népektől. Davis azt feltételezi, buddhista szerzetesek vagy kalandvágyó parasztok a 13. században Japánból átkeltek a Csendes-óceánon, és a mai Egyesült Államok délnyugati részére jutva hatással voltak a zuni társadalomra.
James Wickersham azzal érvelt, hogy a Kolumbusz előtti kapcsolat a japán tengerészek és az amerikai őslakosok közt nagyon valószínű volt, amit mutat, hogy a korai 1600-as évektől az 1800-as évek közepéig az erőteljes Kuroshio-áramlat több tucat japán hajót sodort Ázsiából Észak-Amerikába. Ilyen japán hajók 23 esetben értek partot az Aleut-szigeteknél összesen 293 embert szállítottak, a létszámot történelmi feljegyzések adják. A japán tengerészek legtöbbször kereskedelmi hajók fedélzetén fokozatosan hazautaztak, de 1833-ban egy japán hajó legénysége hajótörést szenvedett Cape Flattery közelében. A makahok egy ideig rabszolgává tették őket, amíg a Hudson Bay Társaság tagjai ki nem szabadították a foglyokat. 1850 körül egy másik japán hajó is balesetet szenvedett a Kolumbia-folyó torkolatánál, és a tengerészek beleolvadtak a helyi amerikai őslakosságba. Miközben elismeri, hogy nincs döntő bizonyíték Japán és Észak-Amerika Kolumbusz előtti kapcsolatára, Wickersham valószínűtlennek gondolja, hogy csak az európaiak Észak-Amerikába érkezése után kezdődtek volna az ilyen érintkezések.

## Újvilágból kiinduló utazások
Egyes állítások szerint a máshonnan Amerikába érkező óceánon keresztüli utazások mellett lehet bizonyíték az Újvilágból kiinduló utazásokra is.

### Északi és őslakos amerikai népek
Szilárd bizonyíték van arra, hogy inuitok és egyéb amerikai sarkvidéki népek már Kolumbusz utazása előtt eljutottak Európába. A bennszülött amerikaiak és a grönlandi vikingek közötti kapcsolatról már a 11. századból hiteles bizonyítékok vannak. 1009-ben Thorfinn Karlsefni viking felfedező elfogott két fiút Marklandban (Labrador), és magával vitte őket Grönlandra, ahol megtanították őket norvégul és megkeresztelték őket. A viking mondák beszámolnak arról, hogy Thorfinn Norvégiába, majd röviddel utána Izlandra hajózott, és bár kifejezetten nem állítják, valószínűleg magával vitte a két foglyot. Ha így történt, ők lehettek a legkorábban Európába érkező amerikaiak. Lehetséges, hogy a vikingek a következő évszázadok során más amerikai bennszülötteket is Európába vittek rabszolgaként, mivel ismert róluk, hogy skót és ír rabszolgáik is voltak.
2010-ben a DeCODE genetics vállalat és Sigríður Sunna Ebenesersdóttir egy, az izlandi népesség körében végzett genetikai kutatás eredményeit tették közzé. A vizsgálat igazolta, hogy több mint 350 ma élő izlandi hordoz olyan mitokondriális DNS-t, amely kizárólag az amerikai őslakosokban és a kelet-ázsiai népességben található meg. Az említettek mind egyetlen asszony leszármazottai, akinek idegen DNS-e legkésőbb 1700 környékén, de sokkal valószínűbb, hogy 1000 körül került be az izlandi népesség génállományába. Ez a DNS határozottan eltér az inuit DNS-től, és a rendelkezésre álló történeti és genetikai adatok alapján az tűnik a legvalószínűbb elképzelésnek, hogy az említett asszonyős egy őslakos amerikai volt, akit 1000 környékén feltehetően elraboltak Észak-Amerika általuk Vinlandnak nevezett vidékéről az ott járó óészakiak.
1420-ban Claudius Clavius Swart dán földrajztudós azt írta, hogy saját szemével látott "pigmeusokat" Grönlandról, akiket vikingek kicsi, bőrből készült csónakjukban fogtak el. A csónakjuk Trondheimben a Nidaros székesegyházban volt kifüggesztve egy másik, nagyobbal együtt, amit szintén "pigmeusoktól" vettek el. Clavus Swart leírása ráillik az inuitok két hajótípusára, a kajakra és az umiakra. Olaus Magnus svéd lelkész ehhez hasonlóan azt írta 1505-ben, hogy évtizedekkel korábban odavitt két bőrcsónakot látott az oslói székesegyházban. Olaus szerint a csónakokat valamelyik Haakon kalózai fogták el; ez az esemény a 14. században történhetett.
Ezen felül lényeges bizonyíték van arra, hogy 1492 után inuitok akár saját akaratukból, akár rabszolgaként Európába kerültek, és ez megtörténhetett korábban is. Az először a 19. században összegyűjtött grönlandi inuit mondavilág egy fontos része Akilineqbe tartó hajóutakról beszél, és azt az óceán túlpartján fekvő gazdag vidékként írja le.
Kolumbusz előtti érintkezés Alaszka és Kamcsatka között a szubarktikus Aleut-szigeteken át elképzelhető lett volna, de a szigetvilágra érkező két bevándorlási hullám az amerikai oldalról indult és folytatásuk, a Parancsnok-szigetek lakatlan maradt az utánig, hogy orosz felfedezők 1741-ben megtalálták az aleut népet. Nincs sem genetikai, sem nyelvészeti bizonyíték korábbi kapcsolatra ezen az útvonalon.

### További lehetséges transzatlanti kapcsolatok
Bartolomé de las Casas szerint két indiainak látszó holttestet találtak a portugál Azori-szigetcsoport Flores nevű szigetén. Azt mondta, hogy megtalálta ezt a tényt Kolumbusz jegyzeteiben, és ez volt az egyik ok amiért azt feltételezte, az óceán túloldalán India van. Ferdinand Columbus apjáról írt életrajzában állítja, hogy 1477-ben apja az írországi Galwayben látott két holttestet, amelyek a csónakjukban sodródtak partra. A holttestek és a hajó egzotikus megjelenésűek voltak, és inutoknak gondolták őket, akik elsodródtak útirányuktól.

### Az inkák
Azt mondják, hogy Tupac Inca Yupanqui, a tizedik inka uralkodó 1480 körül egy csendes-óceáni expedíciót vezetett, amely 9–12 hónapig tartott, és két szigetet fedezett fel. Valószínűnek tartják, hogy ezek a Galápagos-szigetek voltak, vagy talán a polinéziai szigetek (Húsvét-sziget). A történet szerint aranyat, rezet hozott vissza, valamint egy ló bőrét és állkapcsát, ezek egyikét sem találhatta a Csendes-óceán déli szigetein. Ez a történet inspirálta a Kon Tiki expedíciót, amely azért indult útnak, hogy kipróbálja, lehetséges volt-e egy ilyen utazás.

## Fordítás
Ez a szócikk részben vagy egészben  a   Pre-Columbian trans-oceanic contact című angol Wikipédia-szócikk fordításán alapul.  Az eredeti cikk szerkesztőit annak laptörténete sorolja fel. Ez a jelzés csupán a megfogalmazás eredetét és a szerzői jogokat jelzi, nem szolgál a cikkben szereplő információk forrásmegjelöléseként.